# Marigeri, Sampgaon
Marigeri là một làng thuộc tehsil Sampgaon, huyện Belgaum, bang Karnataka, Ấn Độ.